# Transports en Suisse

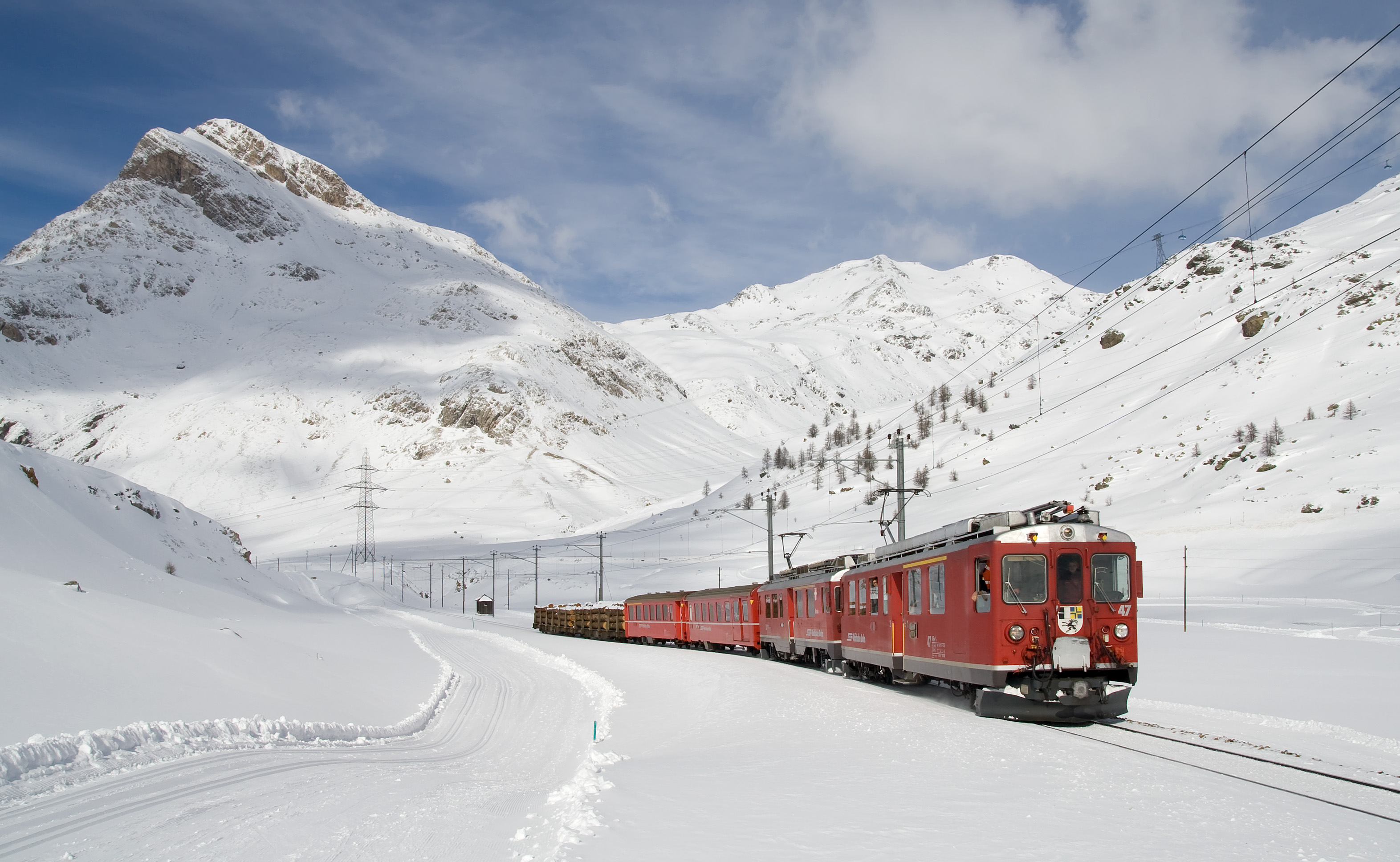
Un train de la Bernina Express entre Lagalb et Ospizio Bernina, dans le canton des Grisons.

Par sa position géographique au centre de l'Europe, la Suisse possède un réseau routier et de chemin de fer dense. La traversée des Alpes constitue un enjeu stratégique pour les transports européens puisque les Alpes (qui recouvrent une bonne partie du pays) séparent le Nord et le Sud de l'Europe. Depuis les débuts de l'industrialisation des pays européens, la Suisse a dû constamment améliorer son réseau transalpin afin de favoriser son attractivité pour la localisation de nombreuses entreprises et sa position de plaque tournante des échanges.
Côté rail, il y eut en 1882, l'inauguration du trafic par le tunnel ferroviaire du Saint-Gothard, long de 15 km ; en 1906 celle du tunnel du Simplon ; en 2007 celle du tunnel de base du Lötschberg et en 2016 celui du tunnel de base du Saint-Gothard, le plus long tunnel ferroviaire du monde.
Côté route, le réseau des autoroutes couvre une longueur de 1 638 km en l'an 2000 ainsi qu'une superficie de 41 290 km2 soit l'un des réseaux les plus denses du monde. Le système mixte public/privé est financé par des taxes sur les véhicules et par l'achat d'une vignette (valable pendant l'année calendaire) obligatoire pour circuler quel que soit le véhicule.
La Suisse comprend trois aéroports de dimension internationale. L'aéroport de Zurich est le plus grand aéroport international du pays et a accueilli 20,7 millions de passagers en 2007. En deuxième place, on trouve l'aéroport de Genève (10,8 millions de passagers) et ensuite Bâle-Mulhouse-Fribourg (4,3 millions), ce dernier aéroport étant partagé avec l'Allemagne et la France.
La Suisse bénéficie également de lacs navigables ainsi que d'un débouché vers le nord de l'Europe et la mer via le Rhin.
La position stratégique de la Suisse revient régulièrement lors de négociation avec l'Union européenne : le 21 mai 2000, le peuple suisse a accepté les sept accords bilatéraux parmi lesquels figurent la libéralisation et l'harmonisation du trafic européen avec la Suisse qui prévoit d'augmenter la limite de poids des camions moyennant une taxe et prévoit d'intensifier la promotion du trafic ferroviaire via les Alpes.
Toutefois, de nombreux écologistes et riverains se battent pour une diminution du trafic et l'arrêt des constructions de nouvelles routes, sources de pollution et de nuisances sonores.

## Histoire

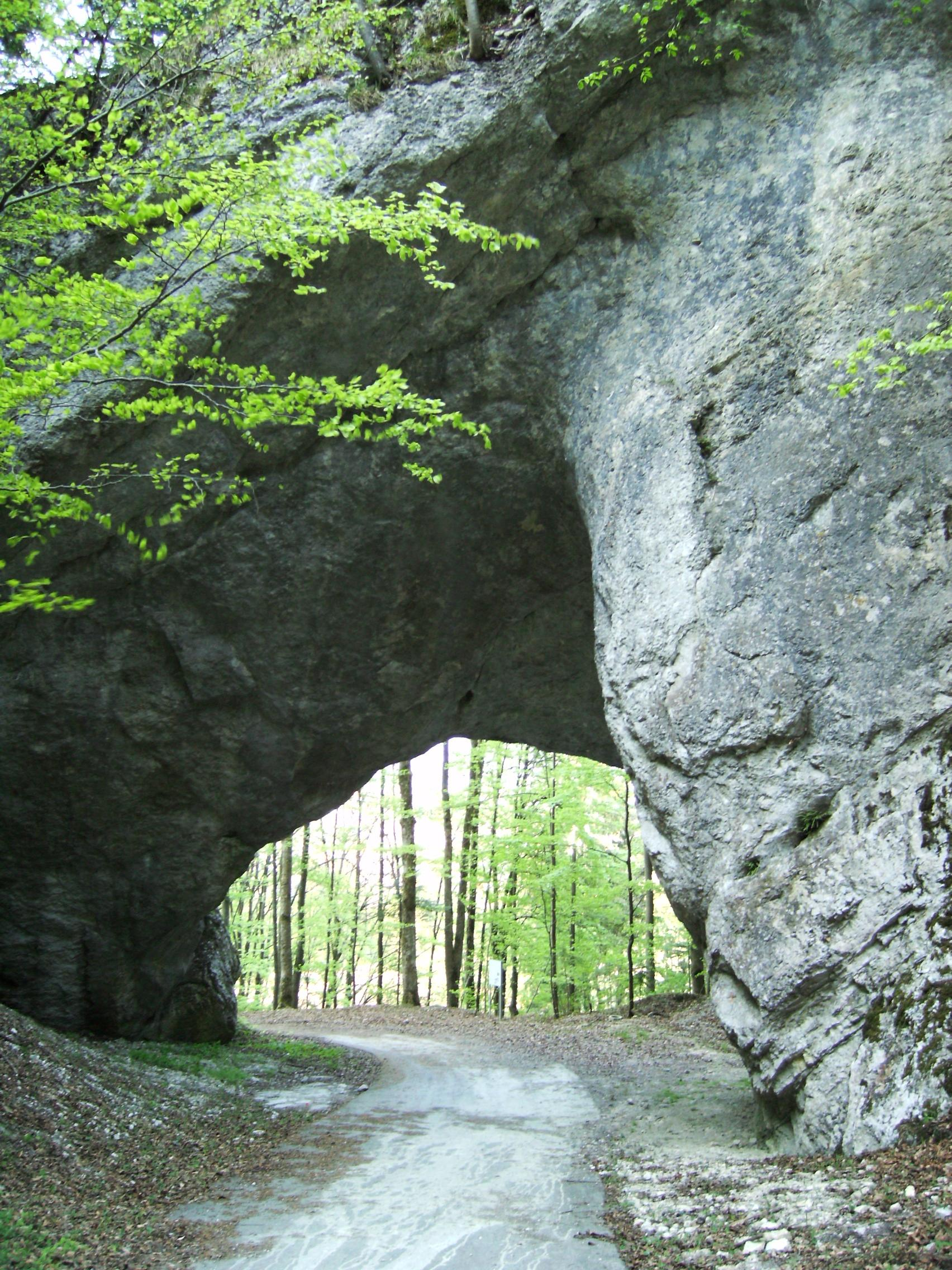
Voie romaine sous la pierre percée au col de Pierre Pertuis.

L'histoire de la Suisse, de par la position médiane du pays au centre de l'Europe et au pied des cols alpins qui permettent de relier l'Italie à l'Europe du Nord, est fortement liée aux voies de communication et de transport.
Dès l'Empire romain au Ier siècle, le territoire qui composera plus tard la Suisse et qui est alors principalement habité par les Helvètes, est traversé par deux routes majeures. La première de ces routes, appelée Via Francigena, relie Rome à Cantorbéry en passant par le col du Jupiter Mons (qui deviendra le Mont-Joux, puis le col du Grand-Saint-Bernard), la ville d'Octodure (Martigny), le long du lac Léman jusqu'à Lousonna (Lausanne), puis traverse le massif du Jura jusqu'à Pontarlier. La seconde, plus à l'Est, traverse les Grisons par Cuira (Coire), rejoint le lac de Zurich pour partir sur Augusta Raurica et continue vers Strasbourg et Mogontiacum (Mayence). La liaison entre ces deux axes est assurée par une troisième voie transversale partant de Genève qui relie Colonia Julia Equestris (Nyon), Lausanne, Aventicum (Avenches) puis Vindonissa (Windisch).
Pendant cette même période, la navigation fluviale et lacustre se développe, principalement pour le transport des marchandises venant du Sud. En particulier, un canal de 800 mètres de long est creusé depuis le lac de Morat jusqu'aux portes de la capitale Avenches afin de faciliter le transport des marchandises et des matériaux de construction pour la ville. L'importance du développement lacustre et fluvial de l'époque est mis en avant avec le nombre de localités situées au bord de l'eau qui sont créées ou largement développées pendant la période romaine : près de 30 localités sont alors équipées d'installations portuaires, presque toutes disparues de nos jours à l'exception de celles de Genève, Lausanne, Avenches et Windisch qui ont pu faire l'objet de fouilles.
Les routes pavées et entretenues de l'époque romaine vont être largement utilisées pendant les siècles suivants, en particulier par les Burgondes et les Alamans qui prennent possession du territoire. Ils sont ensuite remplacés par les Francs et plus particulièrement les Carolingiens au milieu du VIIIe siècle qui, dans leur conquête de la Lombardie, s'emparent des cols rhétiques du Splügen, du Septimer et de la Maloja, alors que les cols occidentaux du Grand-Saint-Bernard et du Simplon, sont aux mains du royaume de Neustrie. À la mort de Charlemagne, son empire est découpé entre ses trois fils : malgré plusieurs modifications de frontières entre les trois royaumes, aucun de ceux-ci ne parviendra à prendre sous son contrôle l'ensemble des cols alpins qui sont répartis entre la Francie occidentale et la Francie orientale.

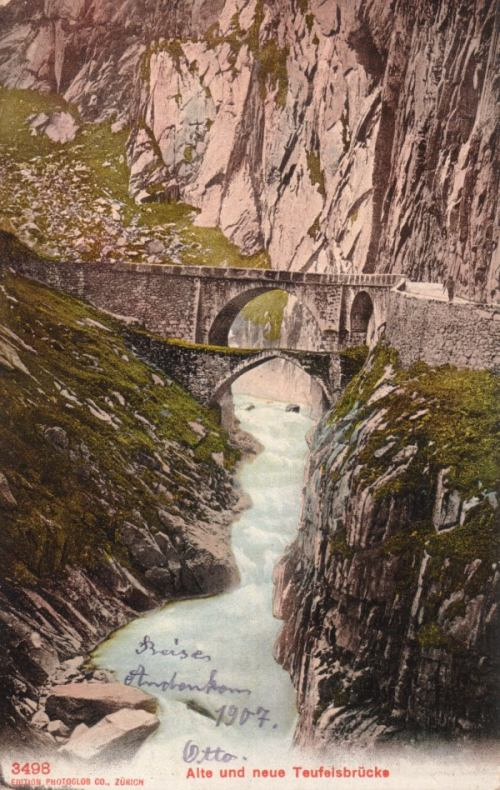
Les premier et second ponts du Diable au Gothard.

Entre 1215 et 1230 (la date exacte est inconnue), un pont est jeté sur le défilé des Schoellenen, à la jonction des vallées d'Uri et d'Urseren : ce passage permet l'ouverture d'un sentier muletier jusqu'au col du Saint-Gothard, le seul qui franchisse les Alpes centrales en une seule fois. Cette réalisation, si délicate qu'elle prend le nom de pont du Diable, certains pensant que seule l'aide du diable pût la mener à bien, est probablement l'œuvre des Walsers, récemment arrivés dans la région depuis le Valais. Cette nouvelle voie de communication va permettre aux trois vallées de Schwytz, d'Unterwald et surtout d'Uri de s'enrichir en contrôlant le trafic des marchandises. De son côté, la ville de Lucerne va devenir un point de transit important comme lieu de passage obligé pour le franchissement du nouveau col. Afin de protéger leurs intérêts face à la puissante maison de Habsbourg, les trois vallées vont signer en 1291 un pacte, établissant ainsi la Confédération des III cantons, ébauche de la future Confédération suisse. Les trois cantons sont rejoints quelques années plus tard par Lucerne, par la ville commerçante de Zurich, puis par celle de Berne.
Sur les versants des différents cols des Alpes, du côté suisse comme du côté de la Léventine, se développent des communautés villageoises qui disposent du monopole des transports sur leur territoire ; dès le début du XIIIe siècle, celles-ci vont se grouper en associations de muletiers, telle que la confrérie d'Osco dont les statuts, datant de 1232, nous sont parvenus. Ces corporations vont se développer et se structurer, incluant également des bateliers et des commissionnaires, qui s'occupent du transport des marchandises. Au XVIIe siècle, trois grandes voies commerciales permettent de rejoindre les deux grandes places commerciales d'Anvers et de Milan : la première, dite « route de Zurich » passe par Coire et le col du Splügen pour rejoindre Chiavenna, la deuxième, dite « route suisse » passe par Lucerne, le Gothard et rejoint Bellinzone et enfin, la troisième qui longe le massif du Jura, relie Genève à Lyon, puis passe le Mont-Cenis ; le choix de prendre l'une ou l'autre des routes est prise au départ et non localement, et dépend surtout de la situation politico-militaire en vigueur dans la région.
Jusqu'au XVIIIe siècle, le moyen de transport le plus simple et le plus efficace dans le pays reste la navigation, qu'elle soit fluviale ou lacustre par bateau ou sur de simples radeaux. Ce n'est qu'autour de 1740 que les routes ne commencent à être largement carrossées et que des services de diligences relient les grandes villes du pays. Le premier col carrossable, celui du Simplon, n'est réalisé qu'en 1805 à l'initiative de la France, alors puissance occupante du pays. À la même époque que le tourisme commence dans le pays : les Anglais particulièrement viennent découvrir les paysages du lac Léman ou des Alpes : depuis cette période, les gens se déplacent non plus seulement pour des raisons professionnelles, mais également pour leur plaisir et pour découvrir le monde.

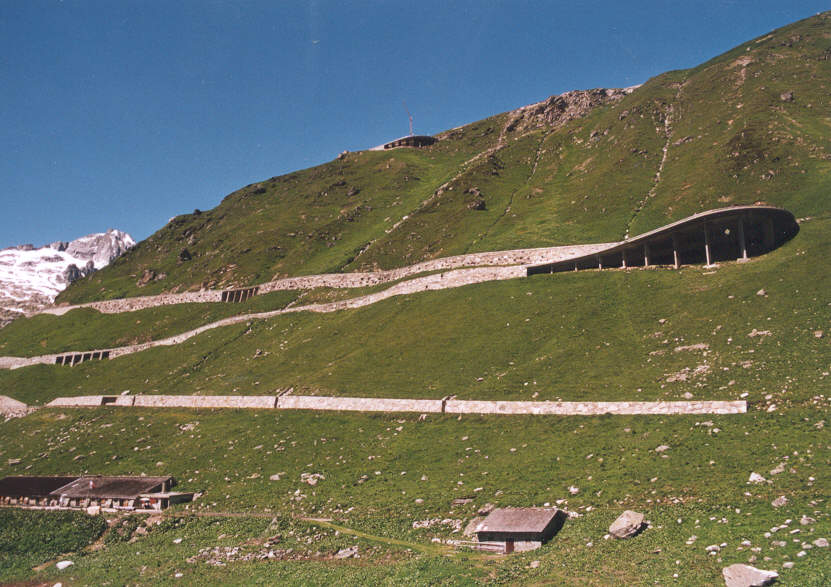
Route du col de la Furka.

Progressivement à partir de 1803, les compétences en matière de transport vont passer des communes aux cantons, qui vont progressivement légiférer sur le sujet à la fois dans un esprit de rationalisation, mais également de modernisme et d'innovation, puis à la Confédération lors de la mise en place de l'État fédéral de 1848 ; à cette époque, le manque de coordination entre les différents cantons en matière de douane et de droits de péages va constituer, pendant de nombreuses années, un frein important au développement économique du pays. Devant les demandes répétées de l'armée suisse, le gouvernement fédéral, chargé dès 1848 des ponts et des routes d'importance nationales, décide la construction des routes de la Furka et de l'Oberalp en 1861. Ces travaux sont doublés de crédits accordés au canton des Grisons pour permettre d'aménager sept nouveaux passages à travers les sommets des Alpes. Ces routes de montagnes sont, dès 1872, subventionnées par la Confédération qui voit en elles des éléments militaires avant de prendre en compte l'élément économique.
Tout comme ses voisins européens, la Suisse lance plusieurs projets de chemins de fer dans les années 1830. Cependant, d'intenses débats entre Zurich et Bâle sur les tracés à réaliser en premier lieu ainsi que la guerre du Sonderbund retardent cette mise en place : la première voie ferrée sur territoire helvétique, longue de 7 kilomètres seulement, n'est finalement posée qu'en 1844 et permet de relier Bâle à Strasbourg. En 1847, la première ligne entièrement sur le territoire relie Zurich à Baden ; elle est rapidement appelée Spanisch-Brötli-Bahn, du nom d'une pâtisserie réalisée à Baden et qui pouvait ainsi être livrée fraîche à Zurich. À partir de 1850, le réseau va rapidement et anarchiquement se développer, l'idée d'un réseau d'État ayant été rejetée par les parlementaires qui délèguent, par une loi de 1852, le pouvoir d'accorder des concessions aux cantons. Plusieurs compagnies vont alors se créer dans les différentes régions du pays jusqu'en 1861 où les grandes compagnies ferroviaires suisses doivent fusionner à la suite d'importantes difficultés financières. En parallèle avec le développement du chemin de fer, l'industrie touristique pousse pour la mise en place d'un service de navigation sur les différents lacs du pays : le 18 juin 1823 est inauguré le Guillaume Tell premier bateau à vapeur du pays qui navigue sur le lac Léman ; le succès de celui-ci va ensuite pousser plusieurs entreprises concurrentes à lancer leurs propres embarcations jusqu'à leur fusion, en 1873, sous le nom de Compagnie générale de navigation sur le lac Léman.

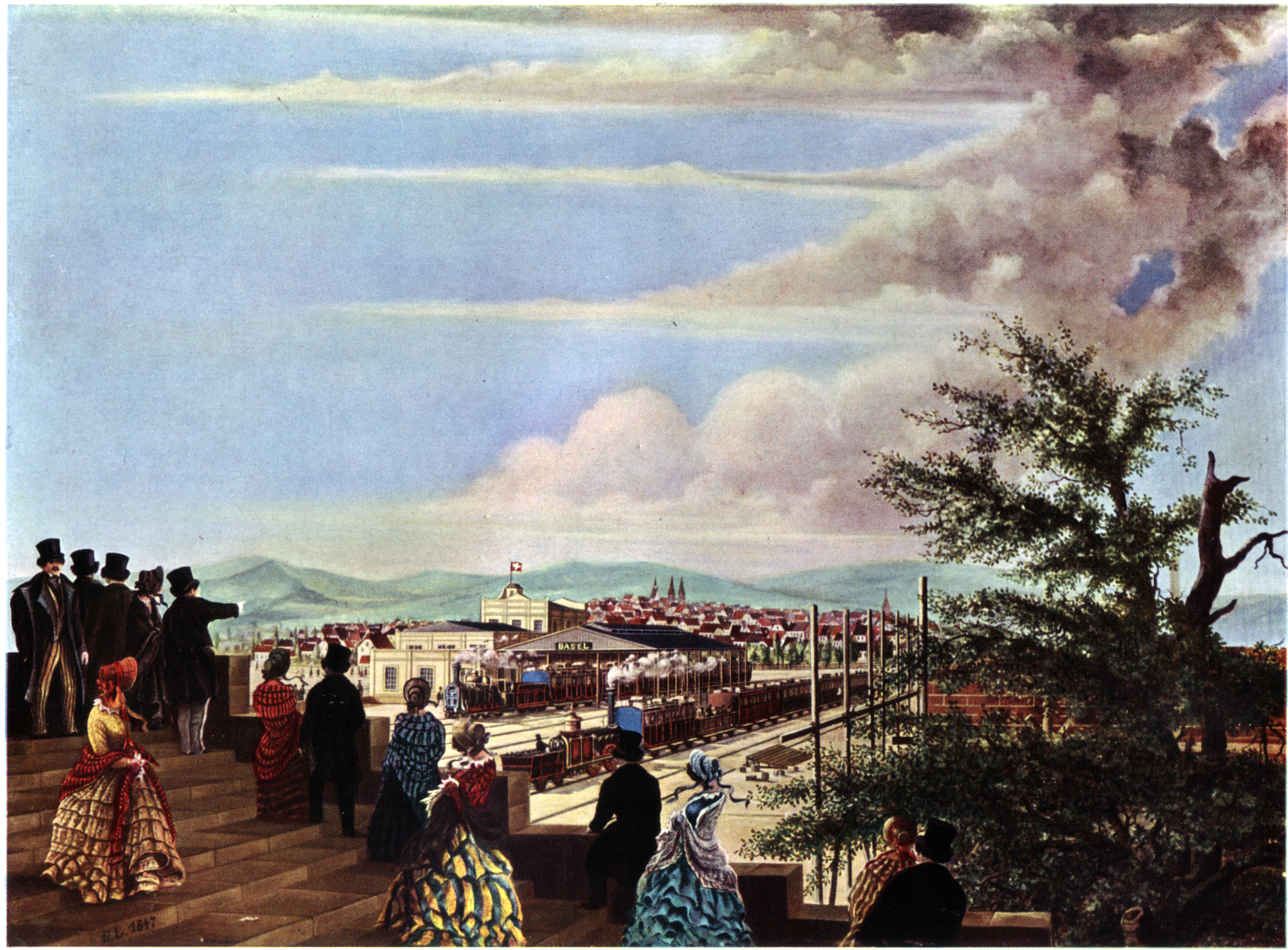
Arrivée de la première ligne de chemin de fer à la gare de Bâle.

Dès 1870, les compagnies de chemin de fer suisses sont largement financées par la France et l'Empire allemand. À la veille de la guerre franco-prussienne de 1870, la rivalité entre les deux pays pousse l'Allemagne à participer largement au financement des quelque 187 millions de francs estimés nécessaires pour réaliser la jonction de 273 kilomètres entre Rotkreuz et Chiasso, à travers le Gothard ; les travaux de cette traversée, commencés dès juillet 1870, s'achèvent finalement en 1882 par l'ouverture du tunnel du Saint-Gothard, premier tunnel ferroviaire percé sous les Alpes. Il sera suivi quelques années plus tard par celui du Simplon, quant à lui largement financé par la France. C'est finalement le 20 février 1898 que le peuple suisse accepte un projet de loi visant à nationaliser les cinq plus importantes compagnies ferroviaires ; cette décision prépare la création, en 1906 de la régie publique des Chemins de fer fédéraux suisses (CFF).
Après la Seconde Guerre mondiale, la Confédération reçoit également la compétence pour organiser la construction de routes à grande vitesse en 1958, grâce à l'établissement d'un impôt supplémentaire sur les carburants : l'année suivante déjà, la première autoroute reliant Genève et Lausanne, est ouverte ; le réseau autoroutier s'étend dans les années suivantes à l'ensemble du pays, incluant également plusieurs tunnels routiers traversant les Alpes sous le Grand-Saint-Bernard (ouvert en 1964) ou le Saint-Gothard.

## Cadre légal
En Suisse, le contrôle et la direction des transports au niveau fédéral se trouve sous la responsabilité du Département fédéral de l'environnement, des transports, de l'énergie et de la communication au travers de quatre offices différents, soit l'Office fédéral de l’aviation civile (OFAC), responsable en matière de politique aéronautique et de surveillance de l'aviation civile suisse, l'Office fédéral des routes (OFROU), chargé de l'infrastructure routière et du trafic individuel pour les routes nationales et principales, l'Office fédéral des transports (OFT), chargé des transports publics (chemins de fer, installations de transport à câbles, autobus ou bateaux) et du trafic ferroviaire de marchandises et l'Office fédéral du développement territorial (ARE), chargé des stratégies et de la coordination des projets déterminants d'organisation du territoire, de coordination des transports et de développement durable.
En vertu du principe de subsidiarité du fédéralisme en vigueur dans le pays, les cantons exercent, dans le domaine des transports comme dans tous les autres, tous les droits qui ne sont pas délégués à la Confédération. Au fil du temps, les droits délégués sont devenus de plus en plus importants, centralisant les pouvoirs au sein de la Confédération. À titre d'exemple, dans le domaine de la circulation routière, la propriété des autoroutes est passée des mains cantonales aux mains fédérales en 2007, alors que les routes nationales faisaient de même dès le 1er janvier 2008 dans le cadre du projet réforme de la péréquation financière et de la répartition des tâches entre la Confédération et les cantons (projet RPT).

## Transport ferroviaire

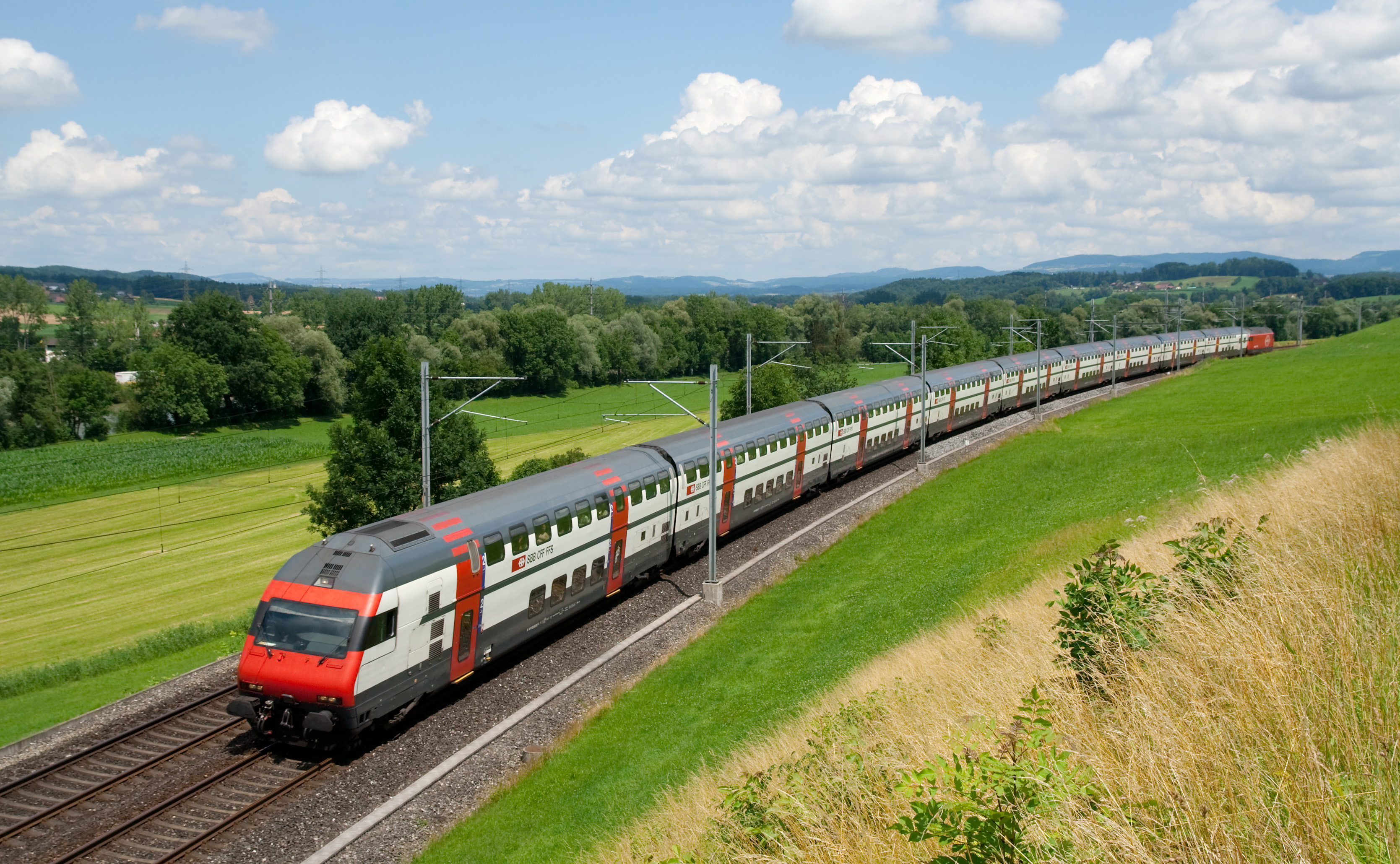
Un train Intercity à deux niveaux des CFF.

Le transport ferroviaire en Suisse se compose principalement d'un réseau de chemin de fer dense et relativement décentralisé de 5 124 km de ligne et d'une desserte assez fine et cadencée du territoire. Des réseaux de transport urbains, S-Bahn et tramways, complètent l'offre, de même des funiculaires et plusieurs lignes mineures de montagne, certaines à crémaillère, exploitées principalement pour le tourisme.
Les quatre principales entreprises actives sont les Chemins de fer fédéraux suisses (CFF) ancienne régie fédérale opérant sur l'ensemble du pays avec 3 011 km de lignes, le Chemin de fer du Lötschberg (BLS) actif principalement dans la région de Berne avec 449 km de lignes, les Chemins de fer rhétiques (RhB), basés dans le canton des Grisons avec 366 km de lignes et enfin les Matterhorn-Gotthard-Bahn (MGB) entre Brigue et Coire, avec 144 km de lignes.
Le réseau est en grande partie électrifié en alternatif, selon les normes allemandes avec du 15 kV 16 Hz 2/3, à l'exception de quelques kilomètres près de Genève et d'une ligne de montagne entre Martigny et la France. La majorité du réseau est en voie normale de 1 435 mm ; il comprend toutefois également une part non négligeable de voie étroite, surtout sur les lignes régionales :

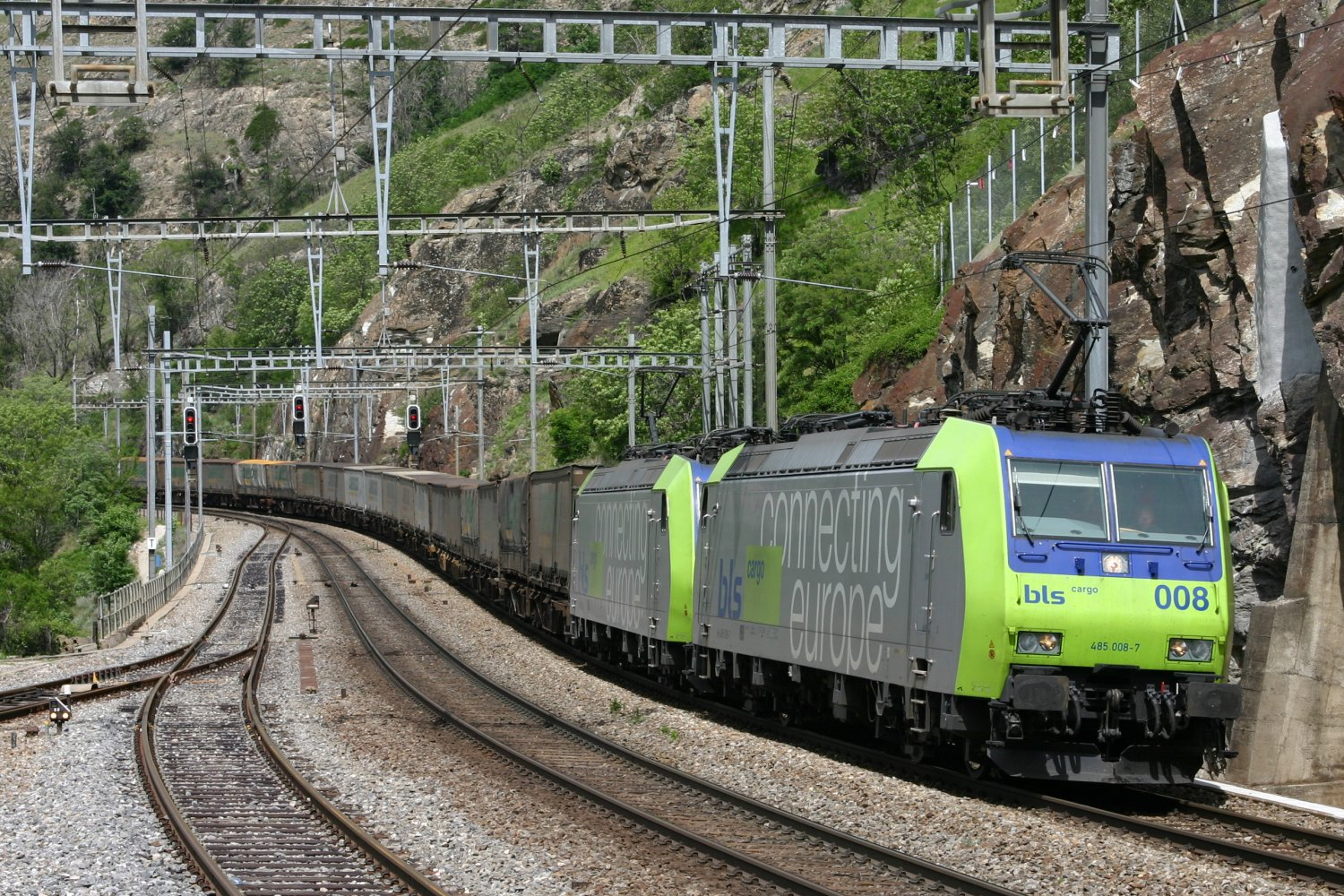
Un convoi de marchandises sur la ligne du Lötschberg

- 1 435 mm (écartement normal) : 3 681 km totalement électrifiés ;
- 1 200 mm : 1,9 km Rheineck—Walzenhausen ;
- 1 000 mm : 1 312 km, dont 1 280 km électrifiés ;
- 800 mm : 55,4 km, dont 44,7 km électrifiés ;
- 750 mm : 13,1 km totalement électrifiés.

Le réseau est ouvert aux marchandises et aux passagers : en 2005, 67,9 millions de tonnes ont ainsi été transportées, principalement sur l'axe du plateau pour le trafic national et sur les axes du massif du Saint-Gothard et du Lötschberg-Simplon pour l'international. La même année, 364 millions de voyages en trains ont été effectués, la plupart dans la région urbaine de Zurich, Berne, Bâle, Genève et les autres grandes villes du pays, ainsi que sur les axes Berne-Zurich et sur le plateau; selon la publication de l'office fédéral de la statistique, les transports de marchandises et de passagers ont rapporté respectivement 1 157,1 et 2 496,5 millions de francs suisses en 2005.

Plan du réseau ferroviaire suisse.

Le réseau ferroviaire suisse se distingue par le nombre élevé d'ouvrages d'art, avec d'importants viaducs et tunnels ayant mobilisé des moyens importants pour leur construction. Les principaux ouvrages actuels sont le tunnel de base du Lötschberg, celui du Gothard et le tunnel du Simplon resté pendant longtemps le plus long tunnel du monde ; des projets d'ouvrages d'art sont encore en cours de réalisation, comme le nouveau tunnel du Gothard et celui du Ceneri.
Le réseau est composé de trois axes principaux, l'un traversant le pays d'est en ouest et les deux autres du nord au sud. L'axe est-ouest relie Genève à Saint-Gall en passant par Lausanne, Berne, Olten, Zurich et Winterthour. Cet axe dispose de quelques variantes ; il sert surtout au trafic voyageur et au transit de marchandises nationales. Les deux axes nord-sud relient tous deux l'Allemagne à l'Italie ; le premier passe par Bâle, Olten et Berne avant de passer le tunnel de base du Lötschberg et le tunnel du Simplon ; le deuxième tracé passe par Zurich et Arth-Goldau, puis traverse le tunnel du Saint-Gothard pour rejoindre Lugano. Ces axes sont considérés comme vitaux pour la Suisse en raison du transit important qu'ils permettent. Pour répondre aux prévisions d'augmentation du trafic des tunnels de base permettant une vitesse de 250 km/h et des rampes maximales inférieures à 1 % ont été, ou seront construites dans le cadre des nouvelles lignes ferroviaires à travers les Alpes.

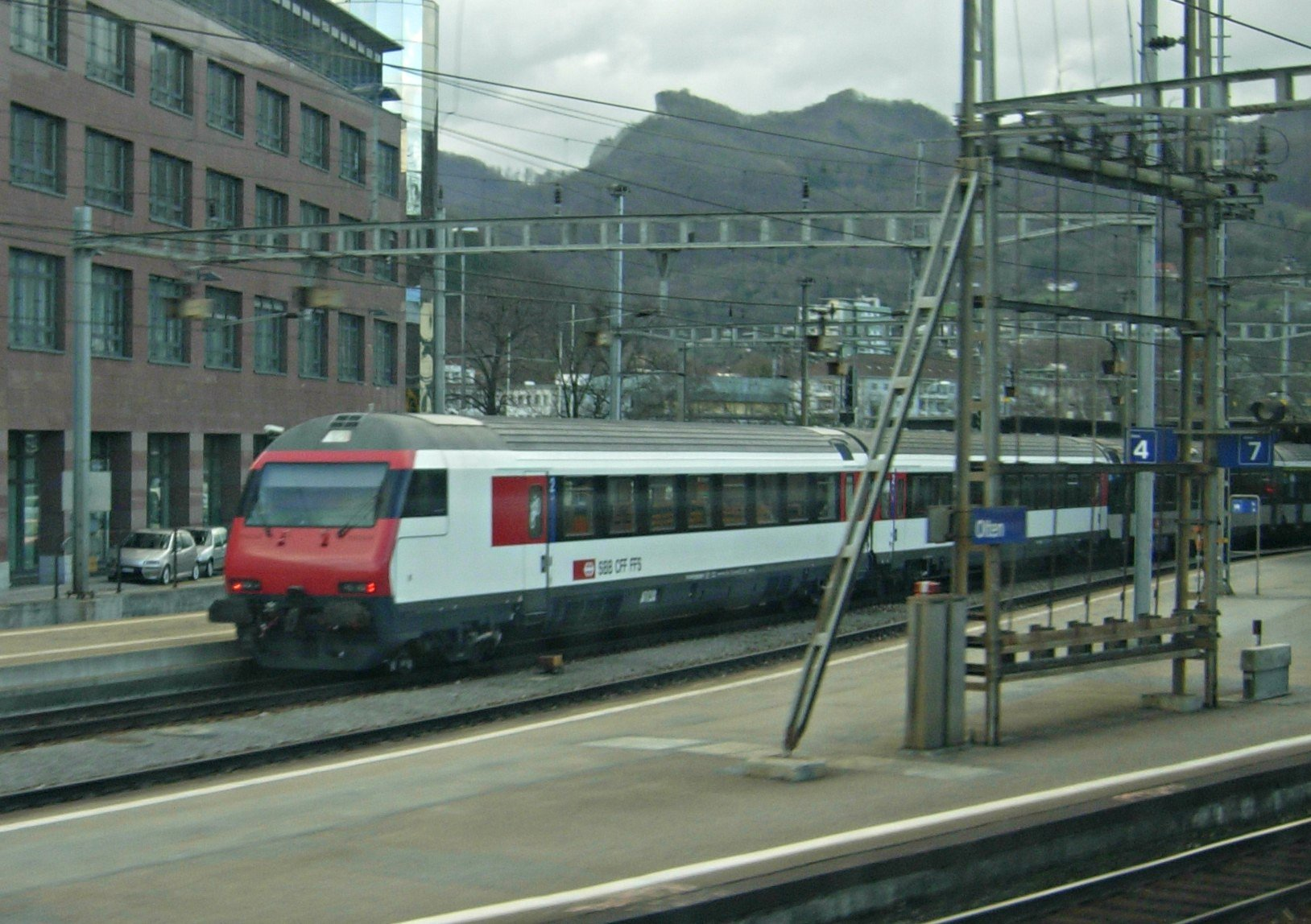
Une rame Inter-city à Olten.

Outre ces trois axes principaux, d'autres lignes annexes sont dites principales pour le trafic voyageur lorsqu'elles sont fréquentées par des trains d'une certaine importance, à savoir les interCitys et les inter-régios pour le trafic national et les Intercity-Express, les Cisalpino, les TGV et les EuroCity pour le trafic international. Pour le fret, une ligne est considérée comme importante lorsque le nombre de tonnes transportées se situe aux environs de 2 millions par année.
Plusieurs régions urbanisées du pays ont mis en place un réseau de trains de banlieue ou d'agglomération appelés S-Bahn (ou « RER » en Suisse romande) offrant un horaire cadencé et dense ainsi qu'une bonne interconnexion avec les autres moyens de transport urbain. Ces réseaux sont généralement financés par le(les) canton(s) concerné(s), la Confédération, les CFF ainsi que d'autres exploitants et gestionnaires d'infrastructures locaux.
Excepté la ligne Mattstetten-Rothrist de 45 km, le tunnel de base du Lötschberg et à partir de 2016 le tunnel de base du Saint-Gothard, il n'y a pas de ligne à grande vitesse en Suisse. Les trains sur les grandes lignes, circulent entre 100 et 160 km/h, avec des pointes de plus de 200 km/h sur les tronçons cité ci-dessus. Pour un trajet Genève - Zurich, il faut compter un temps de parcours d'environ 2 h 50, de Bâle à Lugano 3 h 50, de Bâle à Genève 2 h 50, de Zurich à Lugano 2 h 50. La Suisse a préféré investir depuis le début de l’an 2000, dans des trains pendulaire du modèle RABDe 500, qui fonctionnent sur certaines lignes, plutôt que sur des lignes à grande vitesse, plus coûteuse. Par le passé, un projet nommé Swissmetro avait suscité un intérêt, mais le projet fut abandonné.
D'ici 2018, tout le réseau à voie normale et sur l’axe nord-sud dès fin 2015 déjà, sera équipé du Système européen de contrôle des trains. Ce dispositif prévoit l’arrêt automatique d’un convoi en cas de problème.
En 2008, le pays comprend également 180 km[réf. nécessaire] de tramways répartis dans les villes de Bâle, Berne, Genève et Zurich, 97 km de chemins de fer à crémaillère et 60 km de funiculaires. Enfin, un métro urbain est développé dans la ville de Lausanne. Ce métro est composé de deux lignes, l'une de type léger et l'autre ouverte en novembre 2008, entièrement automatique.
Le 11 décembre 2005, avec l'introduction du nouvel horaire, les entreprises affiliées à l'Union des transports publics (UTP), dont les CFF et les BLS, ont interdit la consommation de cigarette dans leurs wagons. Pour les entreprises de transports, des considérations d'ordre économique avaient pesé dans la prise de décision. Le coût de nettoyage était bien supérieur dans les wagons fumeurs que dans les wagons non-fumeurs. Par ailleurs, l'expérience avait montré que le vandalisme était moindre dans les convois sans fumée.
En 2023 L'infrastructure comprend 126 km de chemins de fer à crémaillère, 316 km de voies de tram, 1037 km de lignes de transport par câble et 109 km d'oléoducs (dont 60 km inactifs).

## Routes

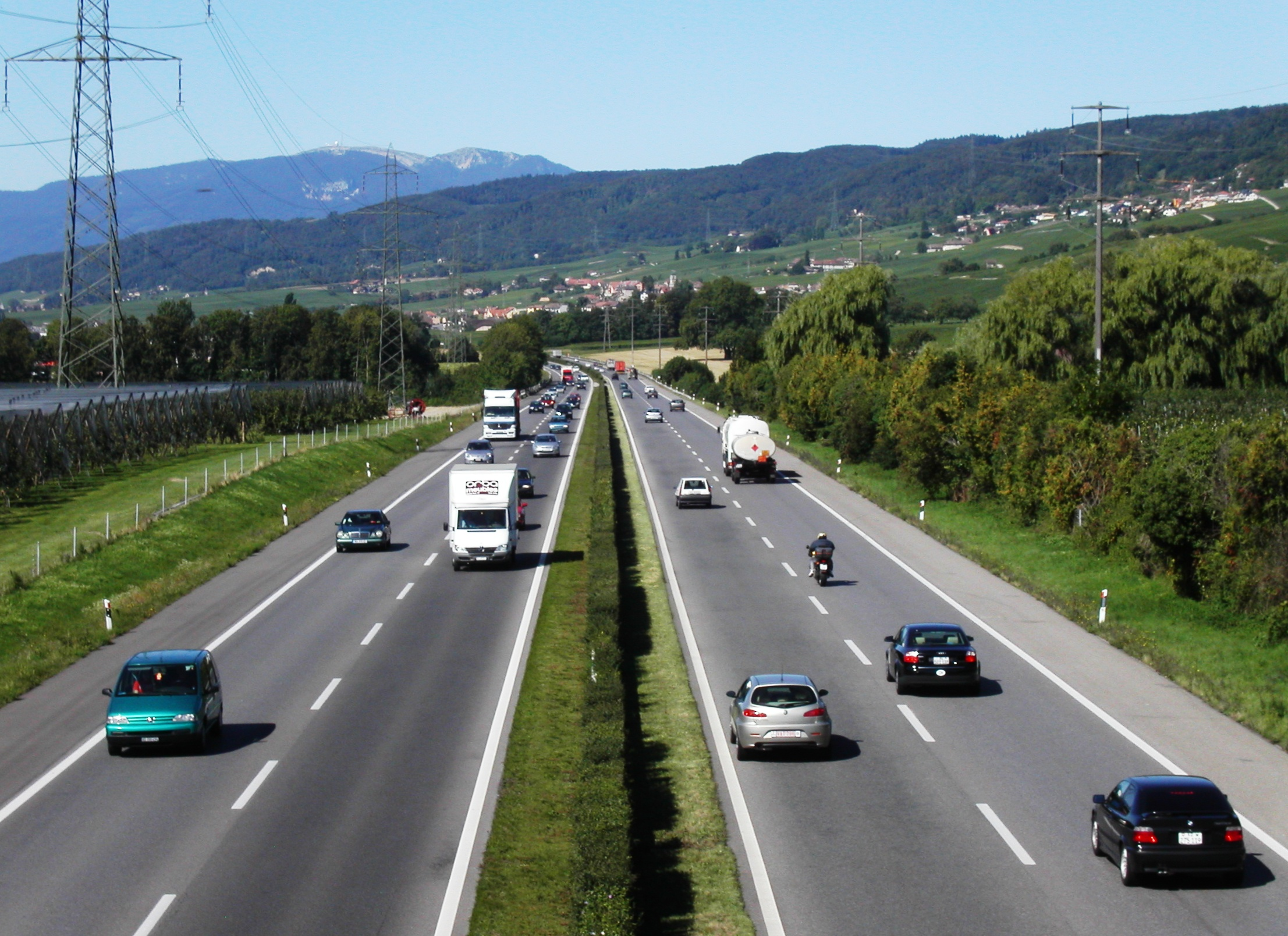
Autoroute A1 à Féchy.

Le réseau routier de Suisse compte, en 2007, 71 353 kilomètres de routes, réparties en routes « communales », qui représentent plus de 70 % du total, « cantonales » (à deux voies, généralement sans espace central de séparation) pour un quart et « nationales » pour le reste ; cette répartition est effectuée selon le niveau de compétence et de responsabilité pour l'entretien de la route, à savoir respectivement la commune, le canton ou la Confédération.
La majorité des routes nationales sont classées comme autoroute (en allemand Autobahn et en italien autostrada). Généralement, la vitesse y est limitée à 120 km/h. Parmi les principales autoroutes du pays, deux d'entre elles forment une croix qui couvre les extrémités est-ouest du pays pour l'A1 entre Genève et Sankt Margrethen et nord-sud pour l'A2 qui va de Bâle à Chiasso. Le réseau autoroutier suisse, d'une longueur de 1 383 km en 2007, est, au vu de la surface totale du pays qui est de 41 290 km2, l'un des plus denses au monde. En 2009, ce réseau n'est pas encore terminé, la priorité ayant été donnée aux routes les plus importantes, notamment les axes nord-sud et est-ouest.
Le réseau routier et autoroutier du pays est principalement financé par une taxe prélevée sur chaque véhicule à moteur enregistré ainsi que par une vignette automobile exigée pour circuler sur les autoroutes, la Constitution suisse n'autorisant pas la création de péages pour des routes, tunnels ou ponts spécifiques.

### Sécurité routière
À la suite d'un texte accepté en votation en 1994, les Suisses ont accepté d'introduire en 2001 une redevance poids lourds liée aux prestations pour inciter le trafic marchandise qui transite par les Alpes à utiliser le rail.
Les Suisses ont été amenés à se prononcer le 30 novembre 1980, sur le port obligatoire de la ceinture de sécurité et du casque pour les motocyclistes. Cette mesure, après acceptation, est entrée en vigueur une année après uniquement pour les places avant des véhicules. Depuis 1994, le port de la ceinture de sécurité est obligatoire également à l'arrière.
En 2007, il y a eu 63 245 accidents de la circulation routière, dont 27 132 blessés (21 897 légers et 5 235 graves) et 384 personnes ont perdu la vie sur la route. Sur ces 384 personnes, 162 l'ont été dans une voiture de tourisme, 82 sur un motocycle, 30 sur un cycle, 9 à pied, 7 sur un cyclomoteur et 24 non précisés. Les valeurs équivalentes sont respectivement de 357 décès et 4 780 blessés graves en 2008 et 348 décès et 4 648 blessés graves en 2009.

Source : http://www.bpa.ch/French/STATSPdfs/2008/BFU08_f.pdf, page 8

Dès 1981, le port de la ceinture de sécurité est obligatoire à l'avant et le casque obligatoire pour les motocycles. La généralisation du coussin gonflable de sécurité dans les voitures de tourisme, d'abord dans les voitures haut de gamme, puis dans la quasi-totalité des voitures de tourisme depuis les années 1990, a également contribué à la baisse des décès sur les routes. L'alcoolémie autorisée en Suisse au volant a été abaissé en 2005 de 0,8 ‰ à 0,5 ‰.
Au premier semestre 2024, sur une demie-année, la Suisse enregistres 116 tués, 1600 blessés graves et 7848 accidents. Les principaux groupes d'usagers pour les tués sont: voiture de tourisme: 33, piétons: 23, motocycle: 22, e-bikes:12. Les principaux groupes d'usagers pour blessés graves sont: motocycles: 413, voiture de tourisme: 320, cycles: 290, e-bikes: 210, piétons: 199, trottinettes électriques: 55.

### Cars postaux

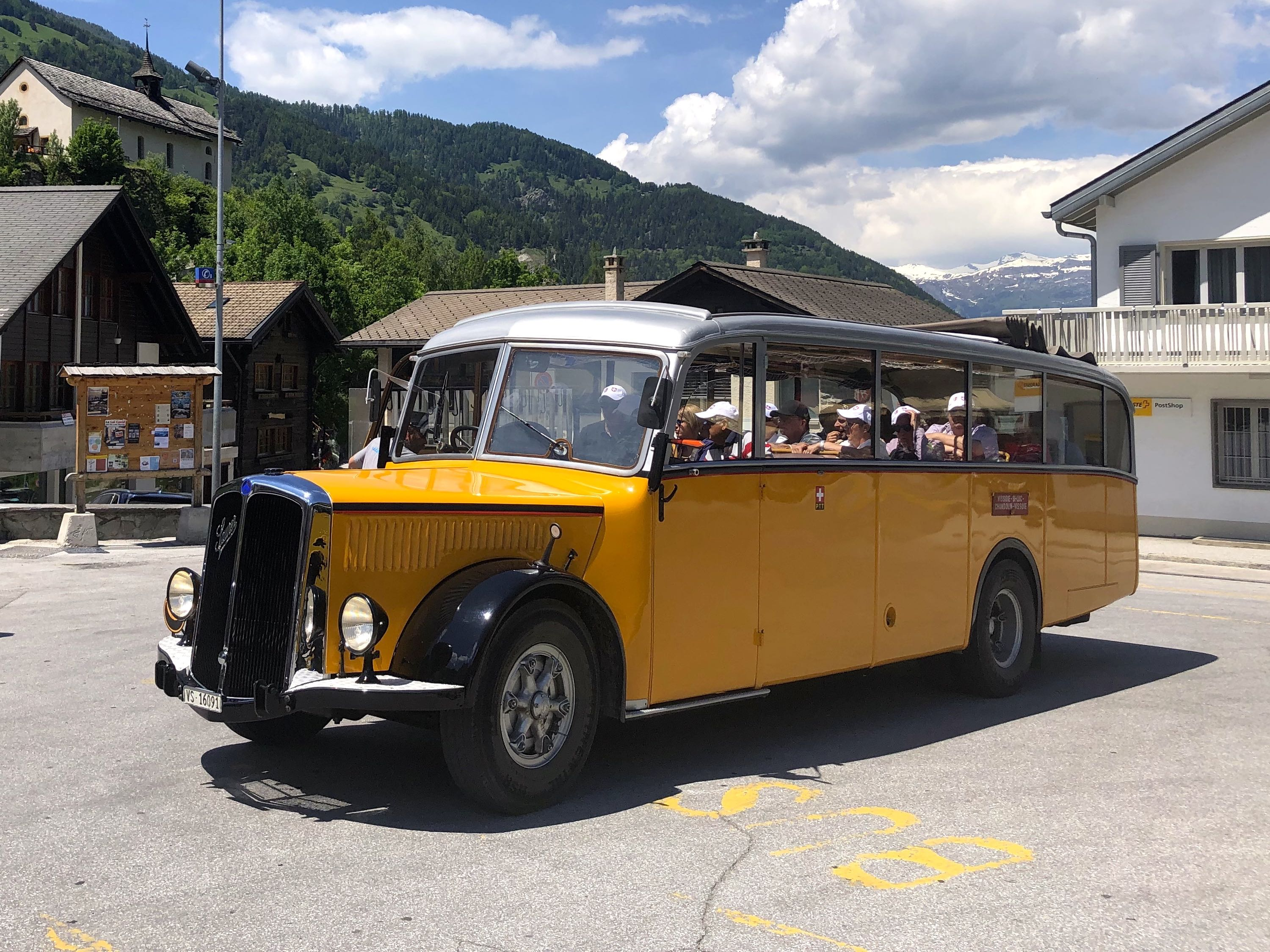
Car postal de 1940

Depuis 1849, La Poste a développé un service de transport public routier, d’abord sous forme de diligence postale, puis progressivement remplacé depuis 1906 par des « cars postaux », reconnaissable sur les routes par leur couleur jaune et leur klaxon à trois notes. Elle est aujourd’hui la principale entreprise de transport public sur route, avec 2 400 véhicules, 17 000 km de ligne exploitable et 127 millions de passagers par année. Elle collabore également avec les Chemins de fer fédéraux suisses (CFF) en permettant aux détenteurs d’un abonnement général d’emprunter les cars postaux, excepté les liaisons montagneuses où l'abonnement donne droit à des réductions.

## Coûts externes du trafic routier et ferroviaire
Selon l'Office fédéral du développement territorial, le coût externe s'élève à environ 8,5 milliards de francs suisse pour le trafic routier et 500 millions de francs pour le trafic ferroviaire par année. Par coûts externes, cela comprend les coûts liés aux accidents, au bruit, à la santé, à la détérioration des bâtiments, au climat, à l'atteinte à la nature et paysage et aux autres domaines environnementaux. Ces coûts sont pris en charge, non pas seulement par ceux qui les occasionnent mais aussi par des tiers, le plus souvent la collectivité, à travers les impôts, les assurances maladie, les assurances accident etc. Les accidents de la route sont la principale source de coûts externes dans le trafic routier, avec 2,1 milliards, devant les atteintes à la santé, 1,9 milliard et les dommages liés au bruit, 1,3 milliard.
| Domaines    | Accident | Bruit | Santé | Bâtiments | Climat | Nature et paysage | Autres domaines environnementaux |
| ----------- | -------- | ----- | ----- | --------- | ------ | ----------------- | -------------------------------- |
| Pourcentage | 25 %     | 15 %  | 23 %  | 4 %       | 14 %   | 9 %               | 11 %                             |

| Domaines    | Accident | Bruit | Santé | Bâtiments | Climat | Nature et paysage | Autres domaines environnementaux |
| ----------- | -------- | ----- | ----- | --------- | ------ | ----------------- | -------------------------------- |
| Pourcentage | 5 %      | 17 %  | 29 %  | 4 %       | 1 %    | 24 %              | 20 %                             |

## Conduites

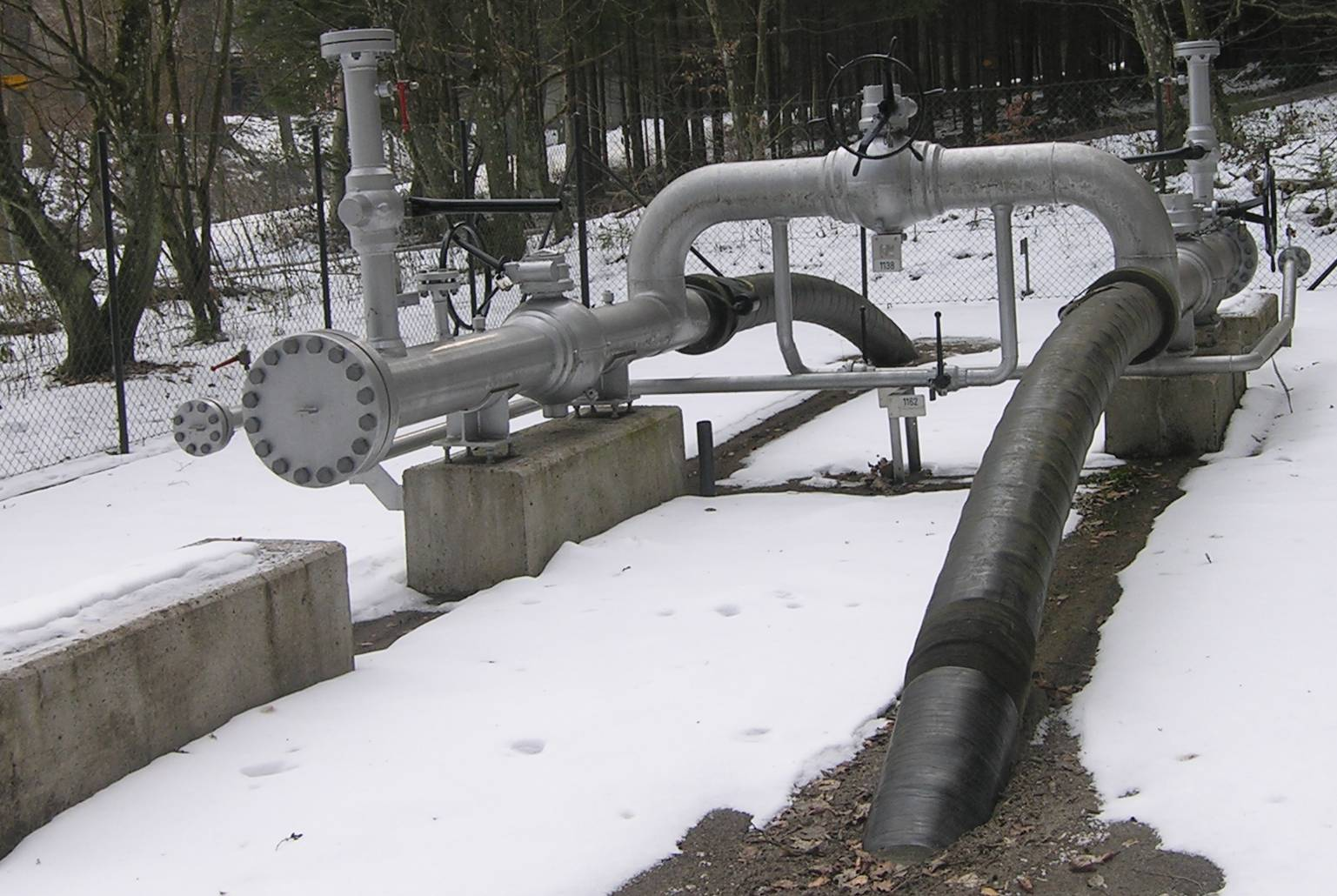
Élément de gazoduc près de Dübendorf.

Des oléoducs acheminent du pétrole brut vers la Suisse et ses deux raffineries. Un premier franchit le massif du Jura entre Besançon (France) et Neuchâtel, il alimente en brut la raffinerie pétrolière de Cressier, située entre les lacs de Neuchâtel et Bienne. Cette conduite est raccordée à un oléoduc, « l'Oléoduc Sud-Européen », alimentant le nord-est de la France et le sud de l'Allemagne depuis le terminal pétrolier de Fos-sur-Mer, au bord de la Mer Méditerranée. Un second oléoduc achemine du pétrole depuis Gênes vers Collombey en passant par le Val d'Aoste. Une troisième conduite transporte des produits finis (essence, gazole et kérosène) depuis le sud de la France jusqu'à Genève.
Le territoire suisse est également parcouru par 16 591 km de gazoducs qui communiquent par 11 points d'entrée avec le réseau européen de distribution de gaz naturel et qui desservent 884 communes via 123 entreprises locales en 2008. En particulier, le pays est traversé du nord (Wallbach) au sud (col du Gries) par le gazoduc international de transit entre les Pays-Bas et l'Italie depuis sa construction en 1974 par l'entreprise Transitgas. Cette même entreprise a, par la suite, obtenu l'autorisation de la Confédération d'augmenter son réseau en le raccordant au réseau français de transport par une nouvelle conduite au sud ouest de Bâle entre 1998 et 2003, permettant ainsi d'assurer 75 % des besoins du pays en gaz.

## Transports maritimes

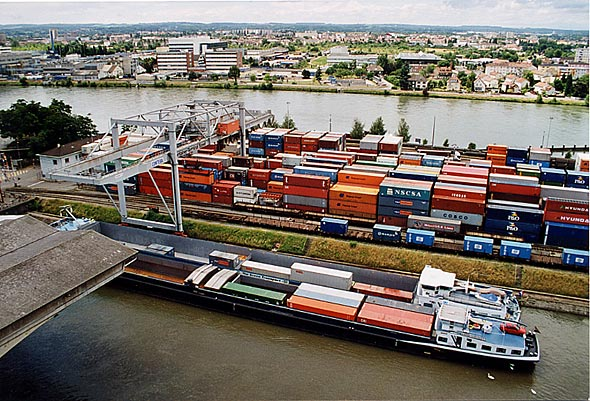
Vue du port de Bâle.

Le secteur des transports maritimes et de la logistique génère près de 4 % du produit intérieur brut du pays et emploie 130 000 personnes en Suisse. À ce titre, le port fluvial de Bâle, situé dans les eaux internationales du Rhin depuis la Convention de Mannheim de 1868, assure 15 % du commerce international de la Suisse.
Le pays possède également une marine marchande composée de 36 navires au 1er juillet 2008 de 1 000 tonneaux ou plus de jauge brute totalisant 597 049 tonneaux exploités par cinq sociétés d'armateurs et enregistrés à Bâle.
À l'intérieur du pays, 16 compagnies de navigation gèrent plus de 140 navires offrant au total quelque 70 000 places qui parcourent les 12 lacs navigables du pays ainsi que les 65 km navigables du Rhin de Bâle à Rheinfelden, puis de Schaffhouse au lac de Constance.

## Transport aérien

### Aérodromes

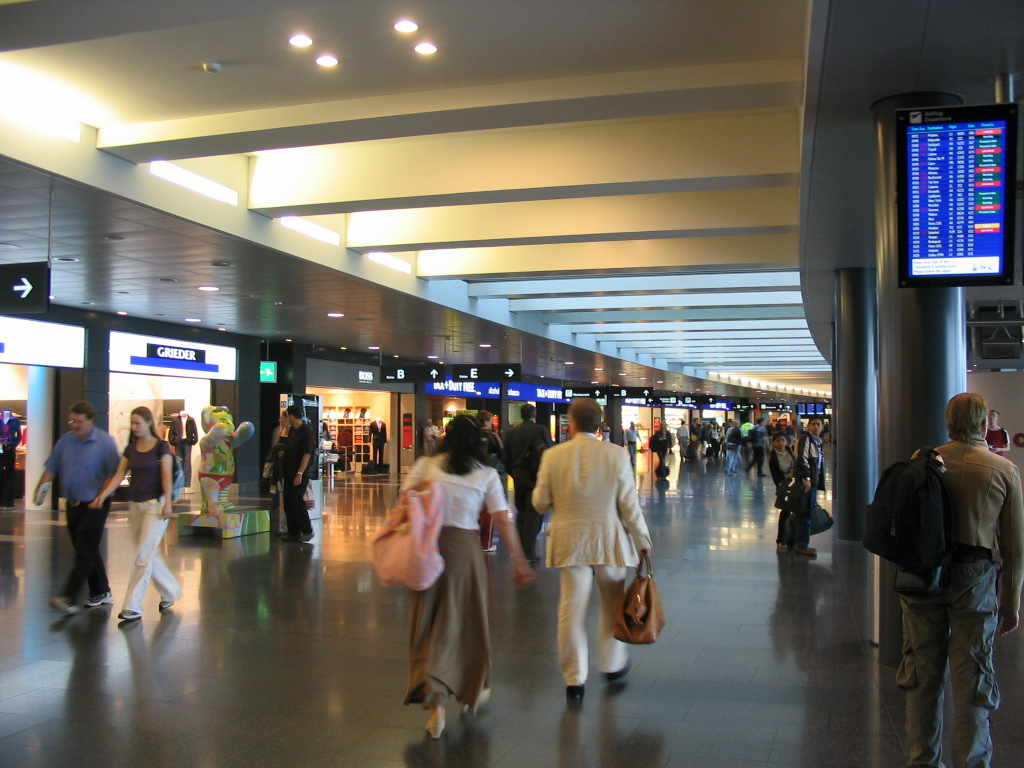
Interieur de l'aéroport de Zurich

Les différents aérodromes du pays sont classifiés en cinq catégories différentes dans le « plan sectoriel de l'infrastructure aéronautique »
(PSIA), outil national de planification et de coordination pour l'aviation civile. Ce plan a été approuvé dans son ensemble en octobre 2000 ; par la suite, chaque installation mentionnée sur ce plan doit également être certifiée comme remplissant un certain nombre de critères, parmi lesquels les conditions générales de l'exploitation, l'exposition au bruit, ou la protection de la nature et du paysage.
La première catégorie regroupe les trois aéroports nationaux, chargés de raccorder la Suisse aux centres européens et mondiaux du trafic aérien, à savoir les aéroports internationaux de Zurich et Genève-Cointrin (dont les concessions ont été renouvelées pour 50 ans le 1er juin 2001) et celui de Bâle-Mulhouse (aéroport tri-national partagé entre la Suisse, l'Allemagne et la France). Si les aéroports de Genève et Bâle visent une croissance basée sur les stratégies « low cost » des transporteurs, Zurich, par contre, préfère fixer des tarifs plus élevés permettant de financer des installations plus importantes. Ce dernier est utilisé comme hub par la compagnie nationale Swiss International Air Lines.
La seconde catégorie concerne les aérodromes régionaux qui sont au nombre de dix et destinés à l’aviation d’affaire et de tourisme ainsi que dans la formation aéronautique et l'aviation sportive. Les aérodromes suivants sont actuellement en service : Berne-Belp, Birrfeld, Bressaucourt, Ecuvillens (Fribourg), Granges, Lausanne-Blécherette, Les Éplatures, Lugano, Samedan et Sion. Un onzième aérodrome, celui de Saint-Gall Altenrhein, n'a pas obtenu sa concession en 2008.

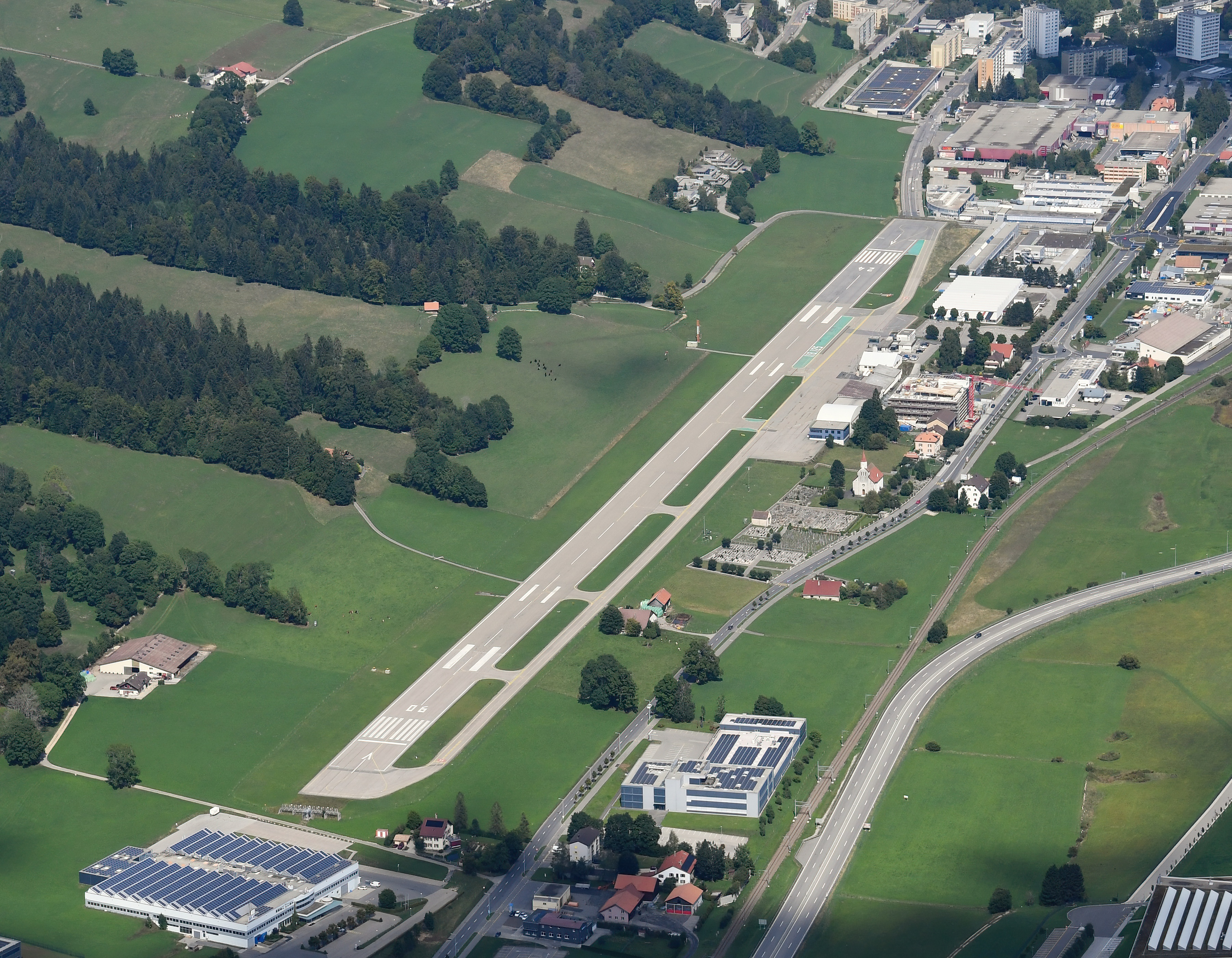
Vue de l'aéroport régional Les Éplatures.

Les champs d'aviation, troisième catégorie définie par le PSIA, répondent avant tout aux besoins de l’aviation privée et de la formation aéronautique. En 2008, 43 installations entrent dans cette catégorie, dont quatre sont répertoriées comme « champs d'aviation d'hiver » temporaires, à savoir Blumental Lauberhorn, Männlichen, et le Schwarzsee.
Lorsqu'un aéroport militaire compte plus de 1 000 vols civils par année, ou qu'ils représentent plus de 10 % du total des vols, cet aérodrome est alors compris dans le PSIA. En 2008, seul l'aéroport militaire de Payerne remplit cette condition ; les aéroports militaires de Buochs, d'Emmen et de Mollis accueillent également des vols civils, mais sans toutefois atteindre les limites mentionnées.
Le pays compte officiellement 24 héliports (outre les aérodromes qui peuvent également accepter des hélicoptères), utilisés soit pour le tourisme, soit pour les vols de sauvetage ou d'approvisionnement dans les régions difficiles d’accès, soit encore dans le travail aérien. Deux de ses héliports (Gstaad-Inn Grund et St.Moritz) sont hivernaux et temporaires alors qu'un nouvel héliport est en construction à Interlaken et devrait voir le jour en 2009.
En plus des cinq catégories mentionnées, l'office fédéral de l'aviation civile s'occupe également des « places d'atterrissage en montagne » (PAM), définis dans une première loi de 1963 qui fixait alors à 48 le nombre de places reconnues. Cette loi est revue en 2003 lors d'un « Réexamen des places d'atterrissage en montagne (PAM) » et fait l'objet d'une nouvelle révision en 2008 ; avant cette révision, 25 places sont définies pour tous types d'aéronefs et 24 uniquement pour hélicoptères, dont 13 à usage restreint.

### Compagnies aériennes

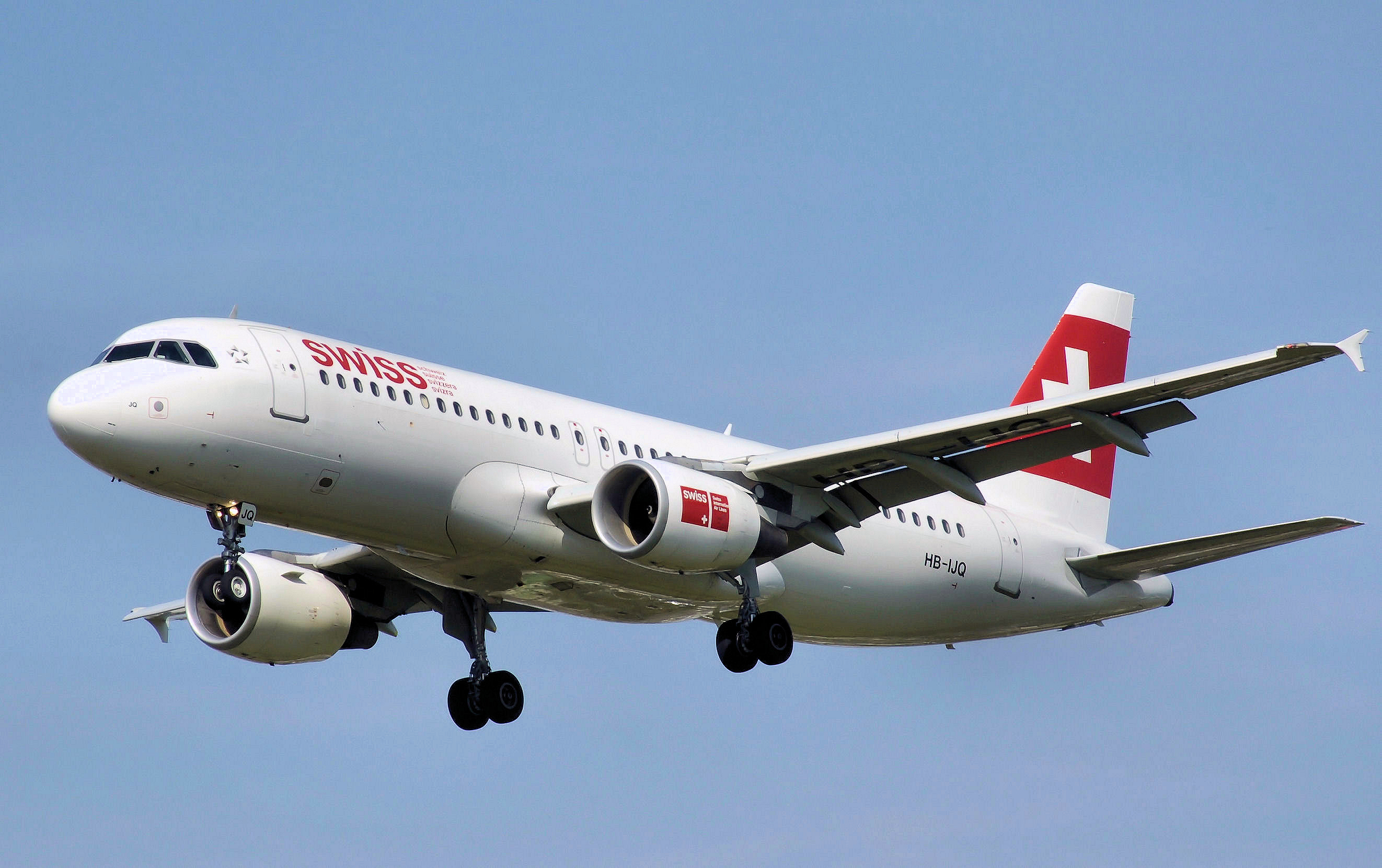
Un Airbus A320-200 de la compagnie nationale Swiss International Air Lines.

Historiquement, la compagnie nationale suisse est Swissair, créée sous le nom de Schweizerischer Luftverkehrs AG le 26 mars 1931 par la fusion de deux petites compagnies. Après avoir prospéré jusqu'en 1995, la compagnie, base du conglomérat SAirGroup, connait de nombreuses difficultés à la suite en particulier de son incapacité à rejoindre l'une des grandes alliances mondiales entre transporteurs. Après plusieurs problèmes financiers, la compagnie se trouve finalement à court de liquidités le 2 octobre 2001, jour où l'ensemble de ses appareils est cloué au sol ; la compagnie est dissoute quelques mois plus tard et une nouvelle compagnie, baptisée Swiss International Air Lines (souvent abrégé simplement Swiss), est alors créée le 31 mars 2002 grâce au financement de la Confédération et des cantons sur la base de l'ancienne compagnie privée bâloise Crossair. Le 23 mars 2005, la compagnie aérienne allemande Lufthansa rachète Swiss pour un montant de 70 millions de francs suisses.
En 2008, Swiss dispose d'une flotte de plus de 70 appareils (dont 25 long-courriers) principalement de la marque Airbus et qui ont au total accompli plus de 100 000 vols au cours de l'année.
Parmi les 32 autres compagnies aériennes officiellement répertoriées en 2008 dans le pays, on trouve en particulier Edelweiss Air, Farnair Europe, Belair, Baboo (précédemment appelée FlyBaboo), Darwin Airline, Helvetic Airways, EasyJet Switzerland, Sky Work Airlines, Hello, Air Glaciers et Air Zermatt. Enfin, les principales compagnies aériennes mondiales disposent également d'une autorisation d'exploitation en Suisse, délivrée par l'office fédéral de l'aviation civile.

### Transport d'animaux
Chaque année en Suisse, quelque 40 millions d'animaux d'élevage sont transportés par la route, dont 23 millions pour être conduits à l'abattoir. Selon la loi fédérale sur la protection des animaux, ces transports doivent être effectués avec ménagement et sans retard inutile ; en particulier, la durée du trajet ne doit pas excéder six heures à compter du lieu de chargement.
Concernant le commerce international, pour des raisons relevant de la protection des animaux et de la conservation des espèces, le Conseil fédéral peut subordonner à certaines conditions l’importation, l’exportation et le transit d’animaux et de produits d’origine animale, les limiter ou les interdire. L’importation de viande kascher et de viande halal pour assurer un approvisionnement suffisant des communautés juive et musulmane en viande de ce type est réservée. Le droit d’importer et le droit de se procurer de la viande kascher ou halal sont réservés aux membres de ces communautés ainsi qu’aux personnes morales et aux sociétés de personnes qui leur sont affiliées.
La Suisse n'autorise pas le transit d'animaux de boucherie vivants, par route, en provenance de l'Europe sur son territoire, en raison des lois plus contraignantes en la matière édictées par la Suisse. Elle fait partie en revanche du système TRACES qui est un système informatique vétérinaire intégré mis en place à l'échelle européenne utilisé par les autorités vétérinaires pour échanger des informations relatives au trafic transfrontalier d'animaux, de denrées alimentaires et de sous-produits d'origine animale.

## Associations
Les principales associations nationales historiques actives dans le domaine des transports, et plus particulièrement concernant la route, sont le Touring Club Suisse (TCS) fondé en 1896 et l'Automobile Club suisse (ACS) fondé en 1898. Concernant les transports en commun, il y a l'Union des transports publics fondée en 1889 (sous le nom « Union de chemins de fer secondaires suisses ») et
le Service d'information pour les transports publics LITRA fondé en 1935.
Des associations plus jeunes mettent l'accent sur le respect de l'environnement, comme l'Association transports et environnement (ATE) fondée en 1979, ou la décroissance comme l'association actif-trafiC fondée en 1992. D'autres associations visent des intérêts sectoriels, comme Pro Velo Suisse (fondée en 1985 sous le nom « CI Vélo Suisse ») et l'Initiative des Alpes de 1989.